# Lamprologien
Lamprologiens

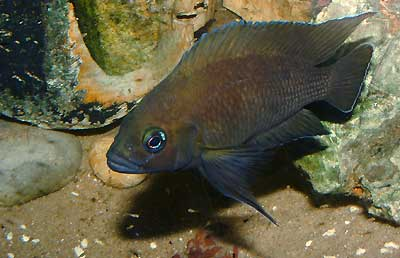
Variabilichromis moorii mâle et alevins.

Les Lamprologiens regroupent une catégorie non scientifique de cichlidés africains et considérés comme issus d'un ancêtre commun. Ce sont tous des poissons fluviatiles dulçaquicoles.
Cette catégorie regroupe les genres suivants :

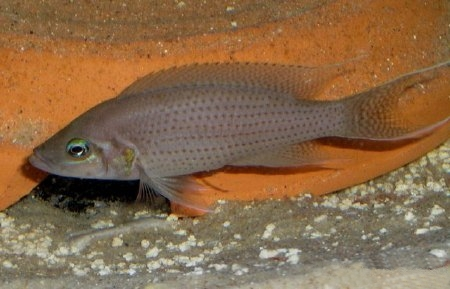
Neolamprologus olivaceous

- pour le lac Tanganyika :
  - Altolamprologus
  - Chalinochromis
  - Julidochromis
  - Lepidiolamprologus
  - Neolamprologus
  - Paleolamprologus
  - Telmatochromis
  - Variabilichromis
- pour le reste de l'Afrique :
  - Lamprologus